# KLM Aeroclub
De KLM Aeroclub is een Nederlandse vliegclub, met als thuishaven Lelystad Airport (EHLE).

## Vloot
De KLM Aeroclub heeft twee Cessna 172's, een Piper Archer en een Aquila A210.
| KLM Aeroclub-vloot  | KLM Aeroclub-vloot | KLM Aeroclub-vloot | KLM Aeroclub-vloot           |
| Type                | Totaal             | Passagiers         | Vliegtuig- registratienummer |
| ------------------- | ------------------ | ------------------ | ---------------------------- |
| Piper PA28II Archer | 1                  | 4                  | PH-KAX                       |
| Cessna 172P Skyhawk | 2                  | 4                  | PH-KBA, PH-WVO               |
| Aquila A210         | 1                  | 2                  | PH-KLQ                       |

## Vlieglessen
De KLM Aeroclub biedt opleidingen voor een PPL of een LAPL.